# Мусбах бинт Насер
Мусбах бинт Насер (1884 — 15 марта 1961) — первая королева Иордании, жена короля Абдаллы ибн Хусейна. Она была также матерью короля Талала ибн Абдаллы.
Мусбах бинт Насер родилась в 1884 году в Мекке, в Османской империи. Она была старшей из двух дочерей-близнецов эмира Нассера-паши (брата будущего короля Хиджаза Хусейна ибн Али аль-Хашими) и его жены Дильбер Ханум. Её младшей сестрой была Хазима бинт Насер, ставшая впоследствии королевой Ирака.
В 1904 году Мусбах вышла замуж за сеида Абдаллу ибн Хусейна, объявленного в 1946 году королём Трансиордании. Церемония прошла во дворце Стиния, располагавшемся в стамбульском районе Истинье. Мусбах родила от него двух дочерей и одного сына:
- Принцесса Хайя (1907—1990). Вышла замуж за Абдулкарима Джаафара Зейда Зауи.
- Король Талал I (26 февраля 1909 — 7 июля 1972).
- Принцесса Мунира (1915—1987). Никогда не была замужем.

Позднее у Абдаллы ибн Хусейна появились ещё две супруги. Он женился на принцессе Суздиль Ханум в 1913 году и Нахде бинт Уман в 1949 году, а Мусбах стала главной женой. 25 мая 1946 года с провозглашения Абдуллы королём Иордании Мусбах, соответственно, стала первой королевой этой страны.
Королева Мусбах умерла 15 марта 1961 года в иорданском городе Ирбид.